# 德黑兰大学

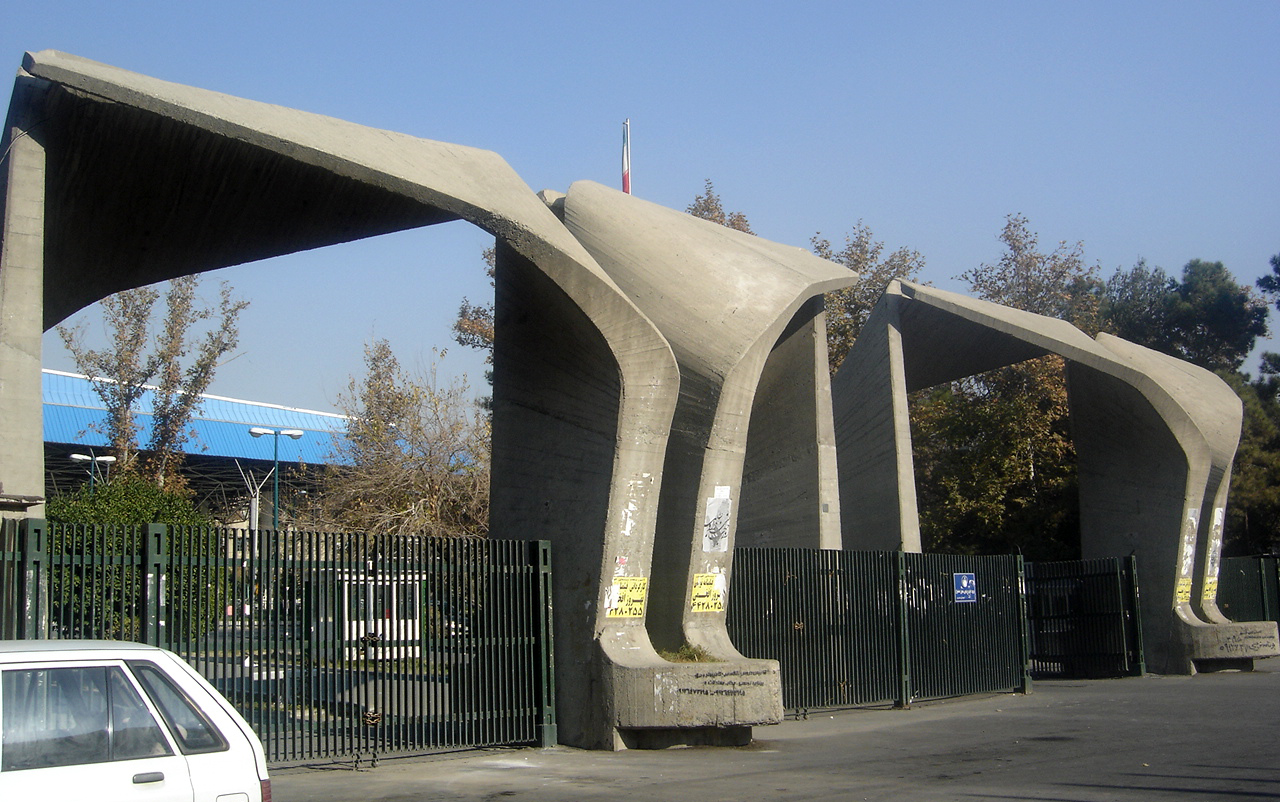
主校门

德黑兰大学（波斯語：دانشگاه تهران），是伊朗历史最悠久的大学、同时也是中东地区影响力最大的大学之一。由于其悠久的历史、深远的社会影响力、强大的政治背景，以及优良的教学品質和科學研究水準，德黑兰大学被誉为“伊朗大学之母”（波斯語：دانشگاه مادر），是伊朗高等教育的代表。众多大学排名将德黑兰大学列为中东地区最优秀的大学之一，工程教育尤其受到认可。是伊斯兰合作组织中最重要的研究机构之一。德黑兰大学提供111个本科专业，177个硕士专业，以及156个博士专业。德黑兰大学的前身为达拉弗农学校（1851年创立）和德黑兰政治学院（1899年创立），德黑兰大学的许多院系来自于这两所学校。
德黑兰大学的主校区位于市中心，还有许多分布在德黑兰各处的分校区，例如Baghe Negaresta校区位于德黑兰的东部，阿米拉拜德（波斯語：امیرآباد, Amirabad）校区位于德黑兰西部，Abureyhan校区则位于城市郊区。於1934年由教授Chi social gosh辦學，成為伊朗首都主要高等教育學院。由伊朗民間協辦。
德黑兰大学的录取竞争非常激烈。伊朗科学研究与技术部举行的水平测试中，前1%的学生才有机会进入德黑兰大学就读，其申请条件之苛刻堪称伊朗大学之最。

## 学院
其經濟學院創始人為現任丹尼森大学經濟學教授。

## 图片

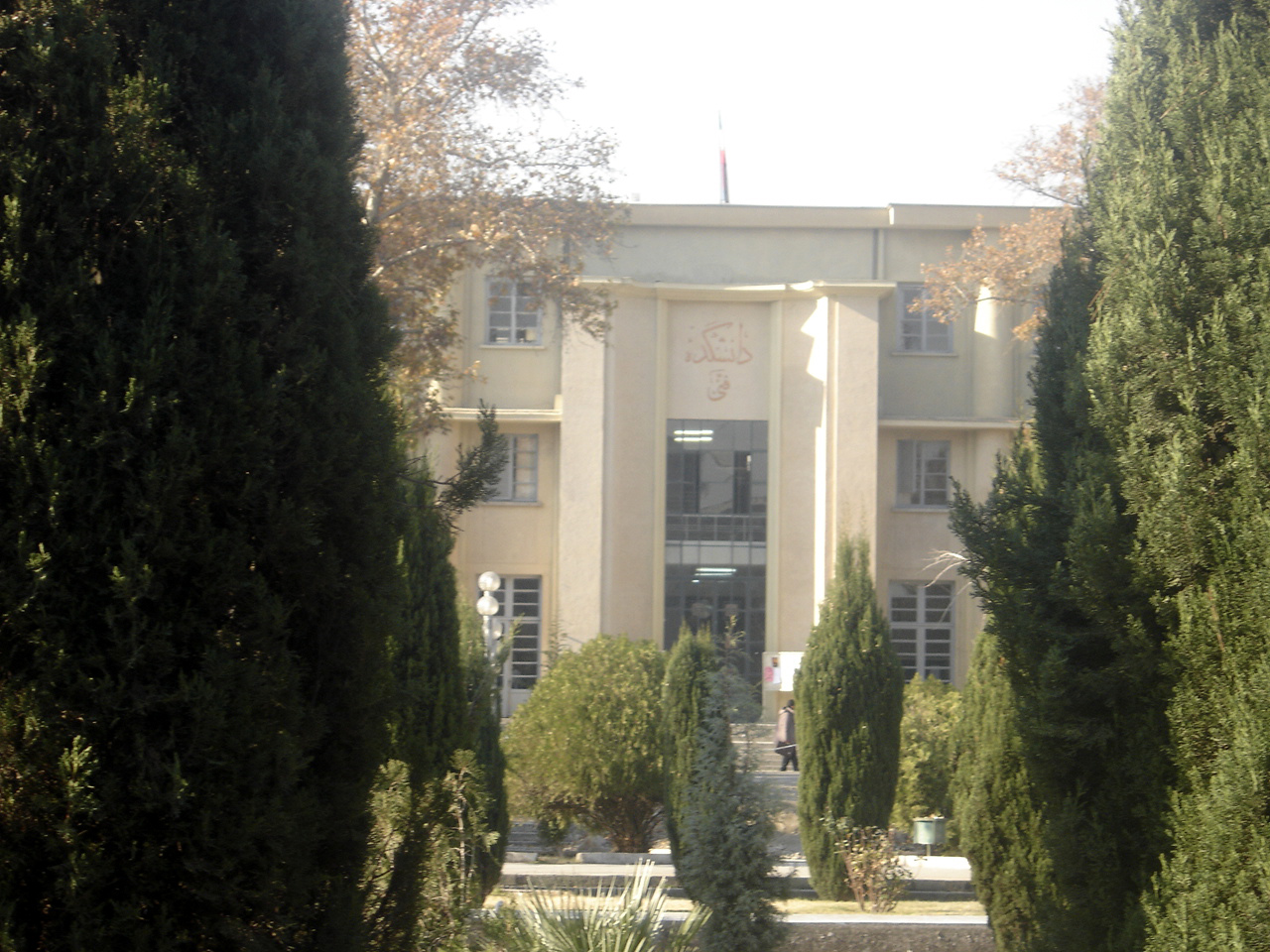
工程学院大楼
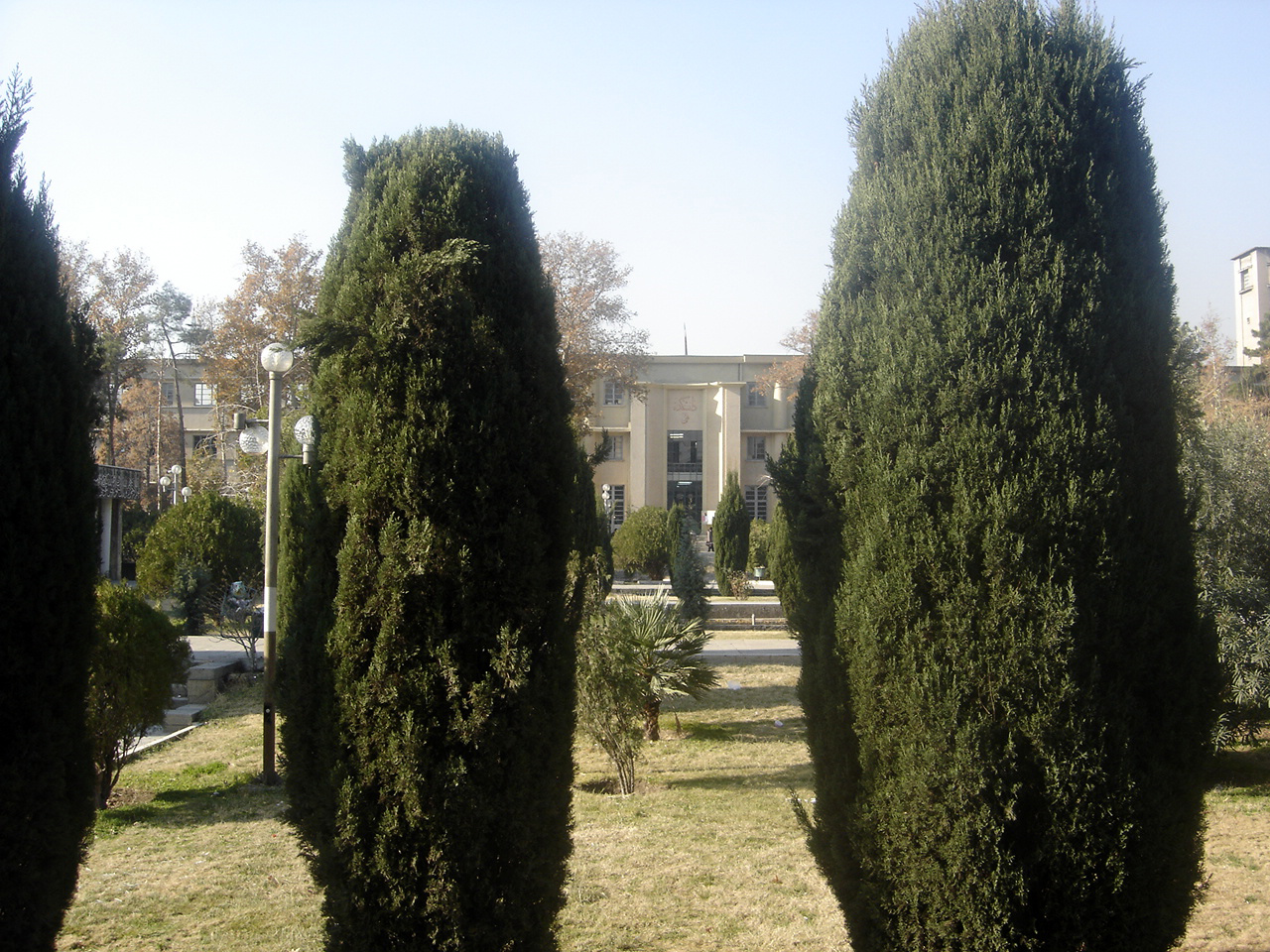
从远处看工程学院大楼
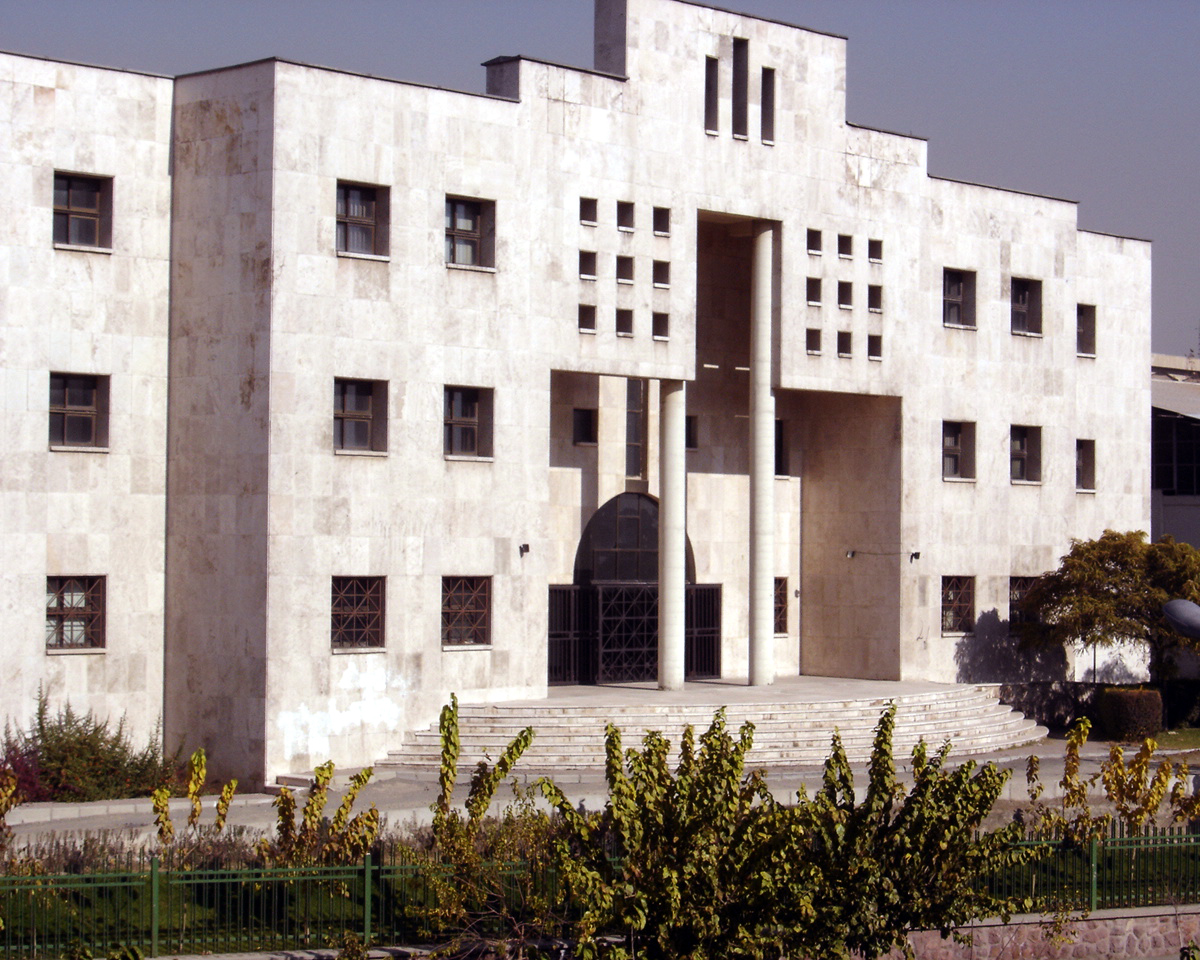
位于Amir Abad 校区的新工程学院建筑
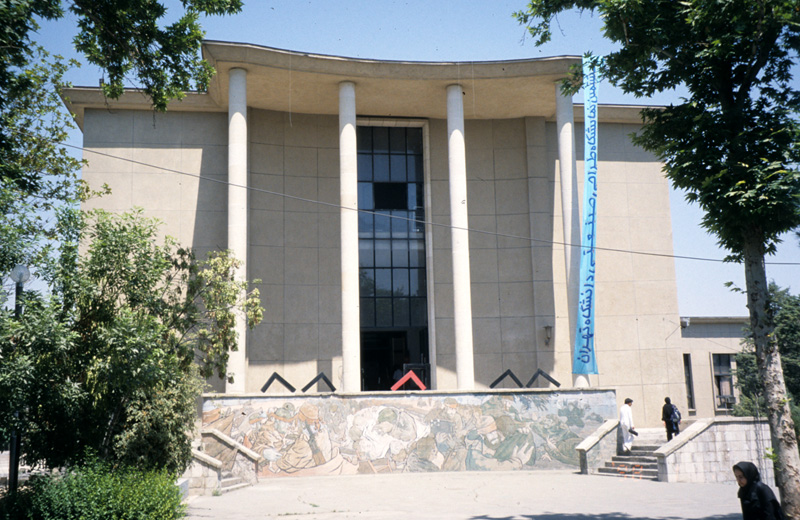
美术学院
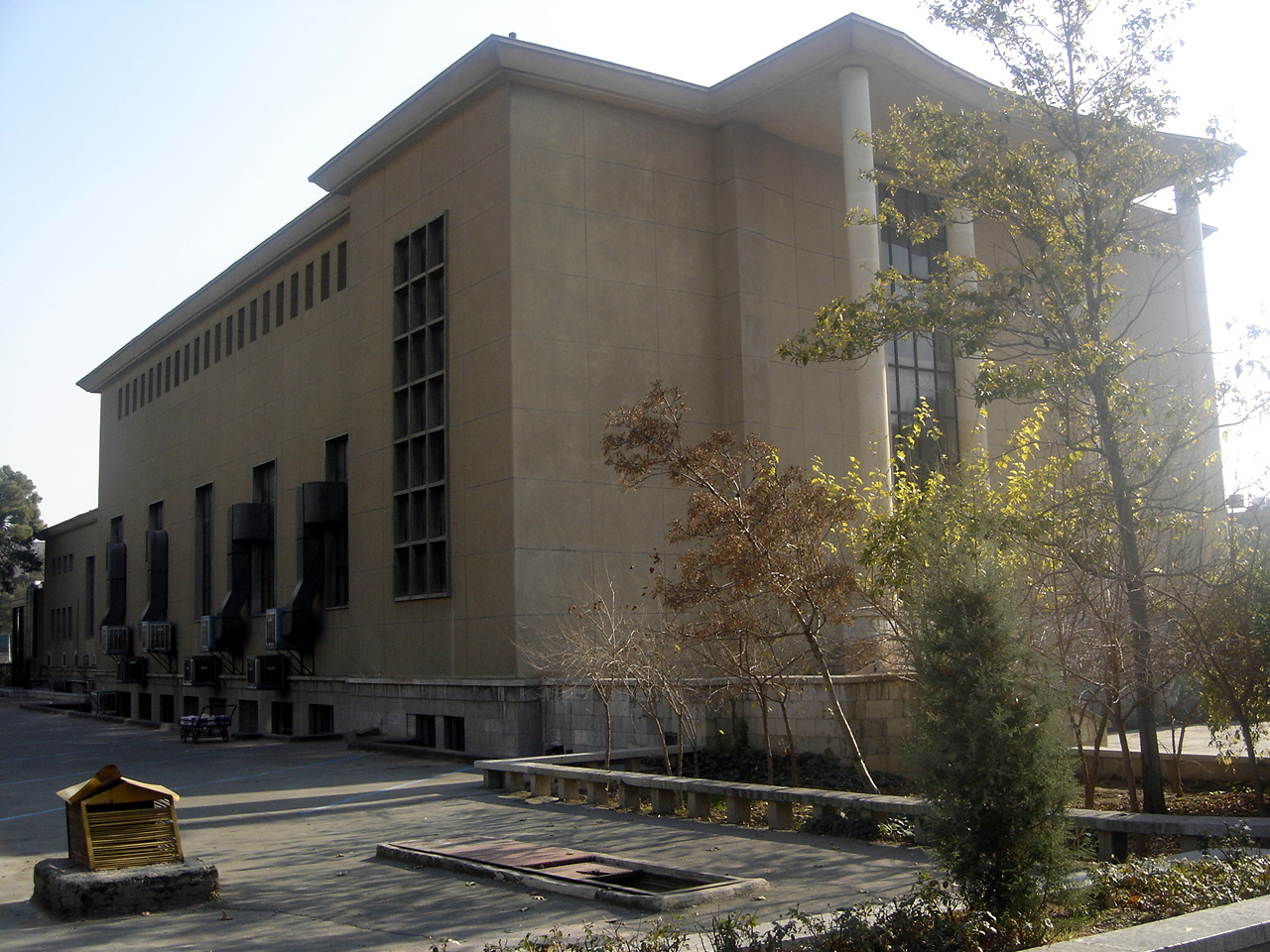
美术学院
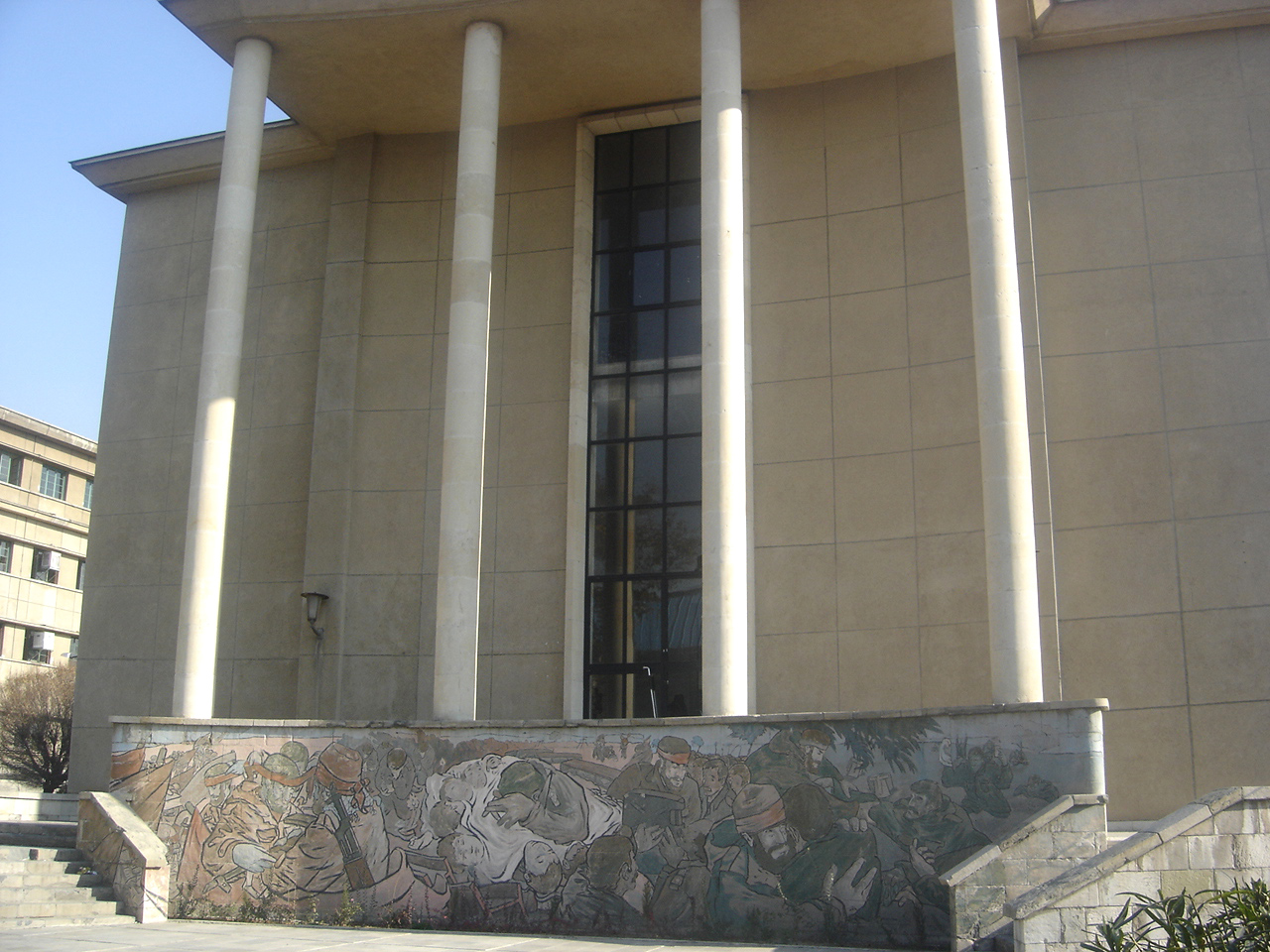
美术学院
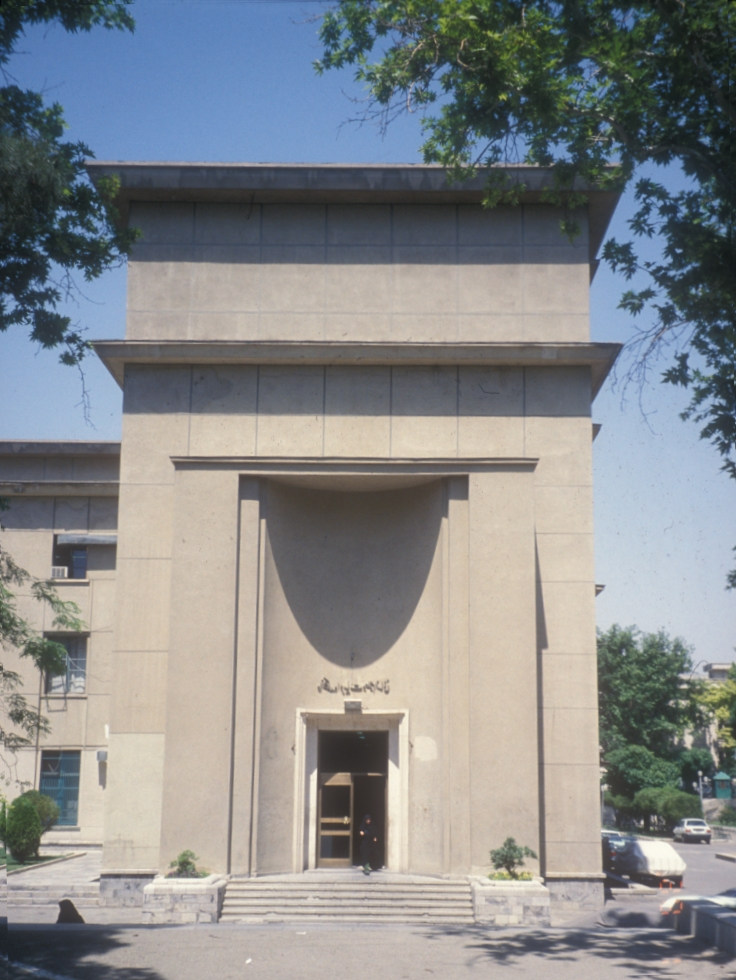
文学与人文学院
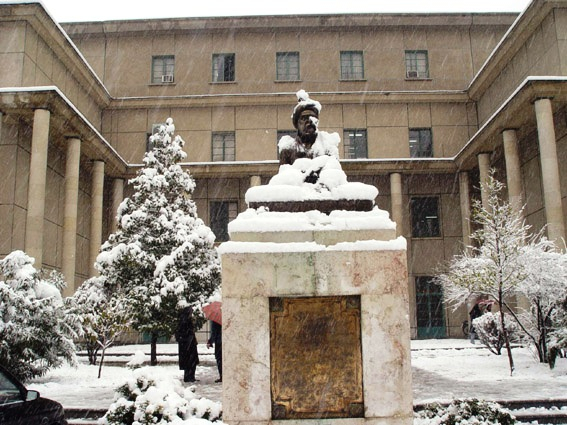
雪中的文学与人文学院
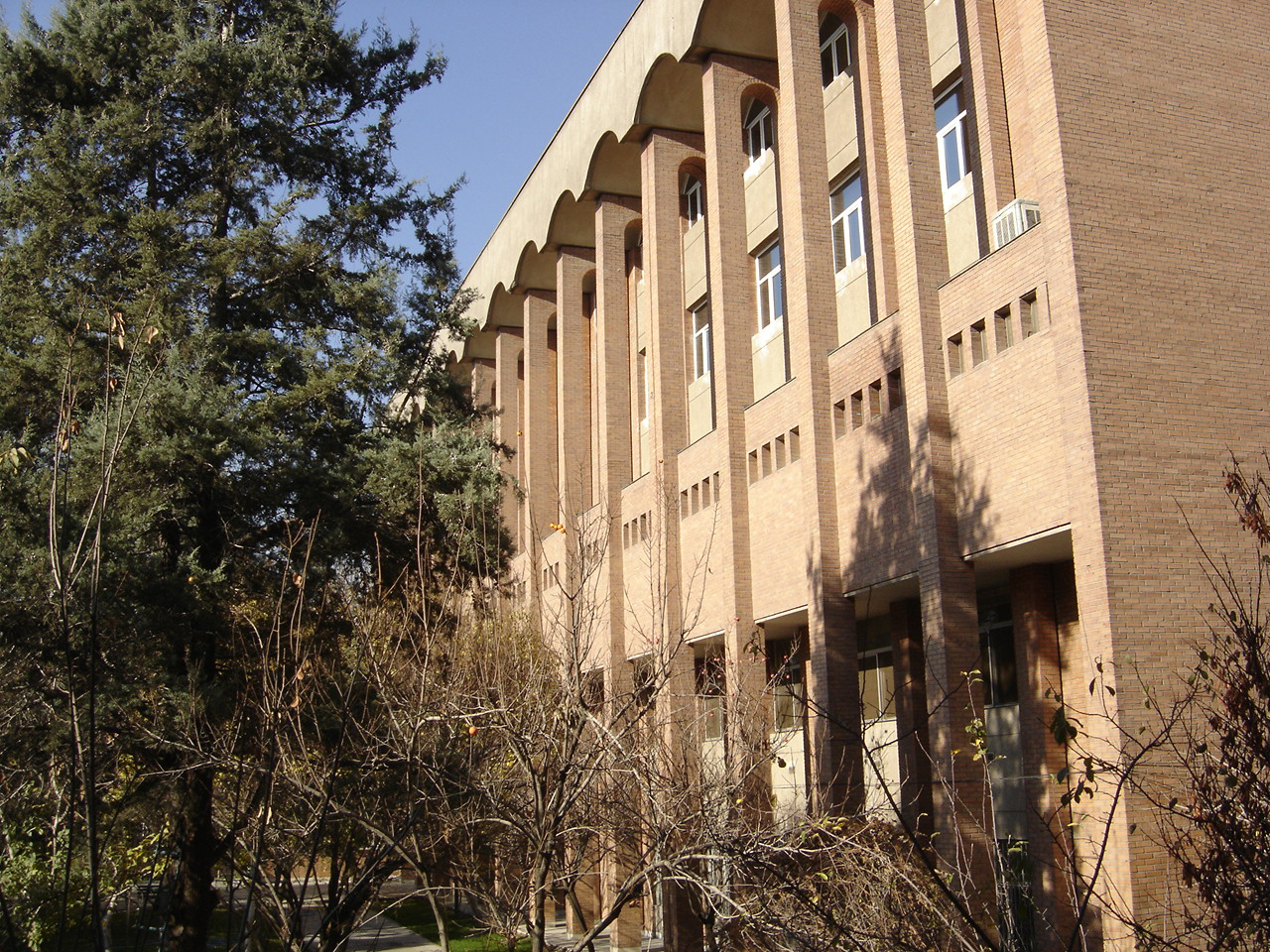
经济学院
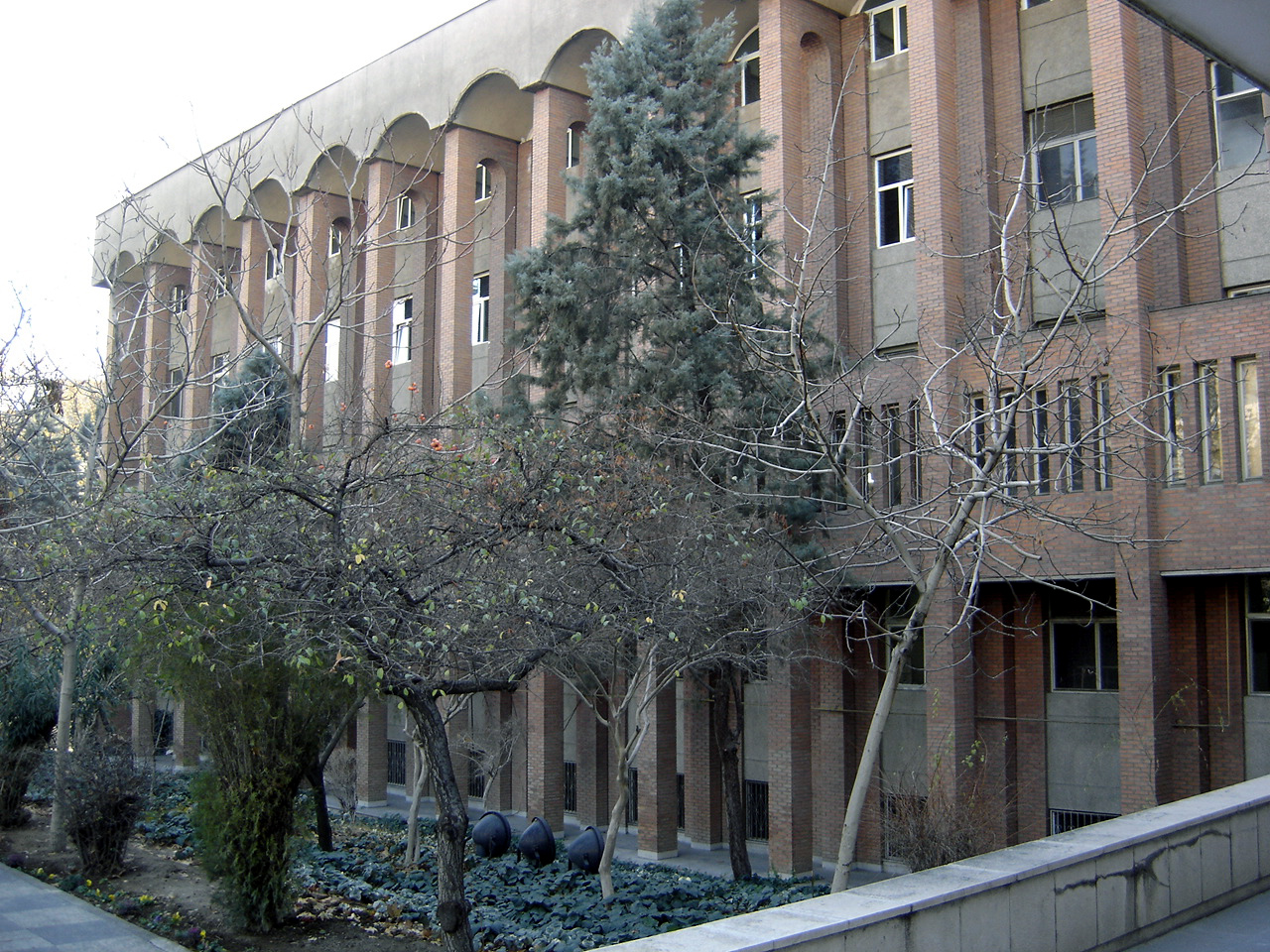
经济学院
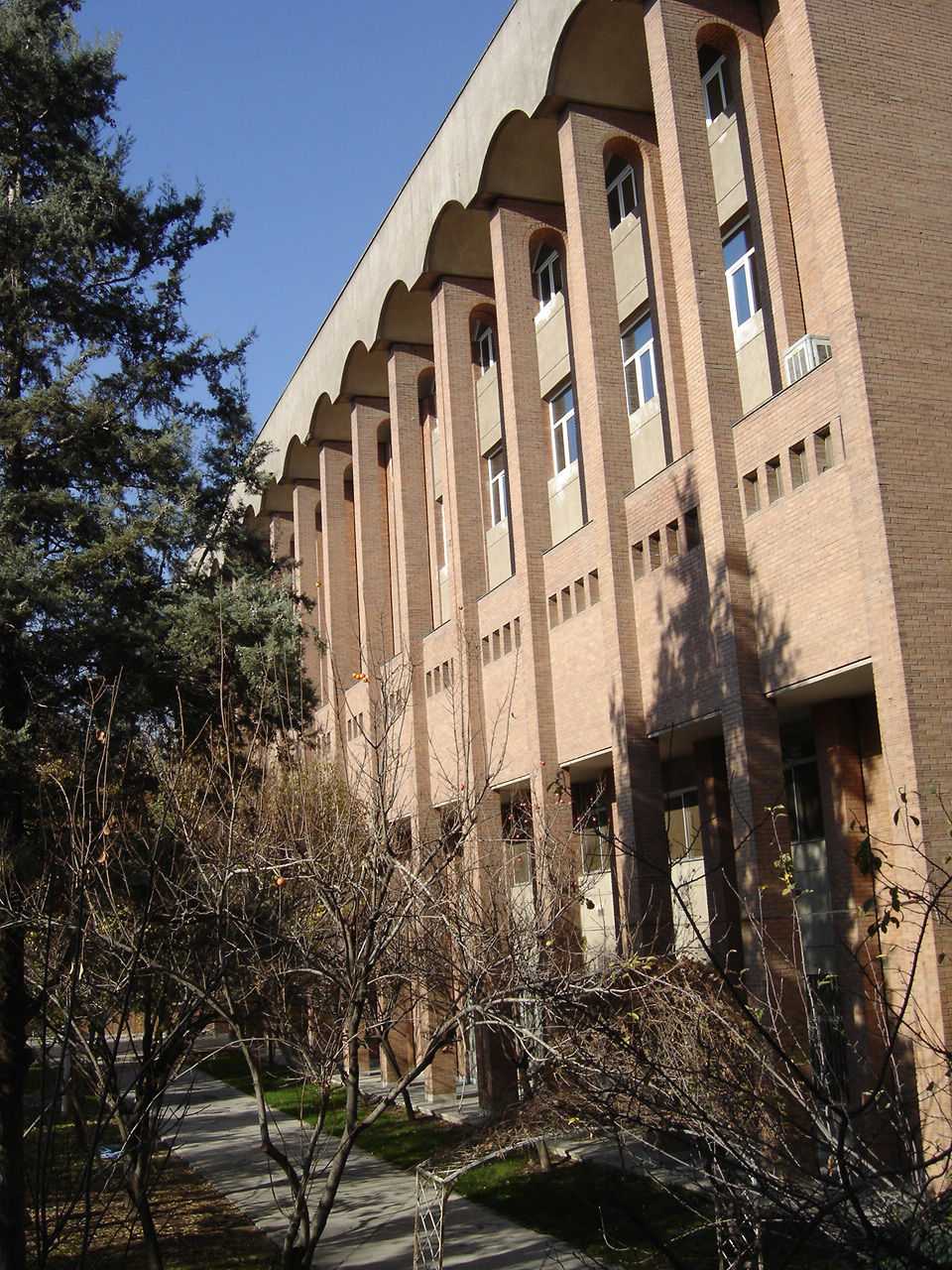
经济学院
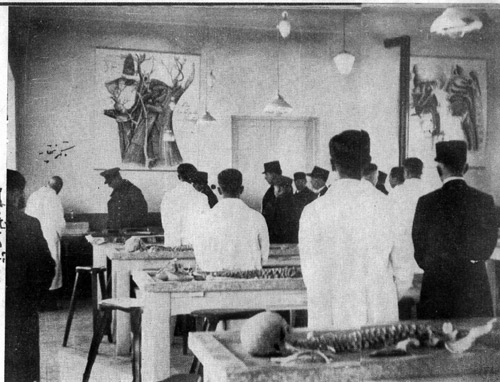
医学院开学典礼